# Terraformação

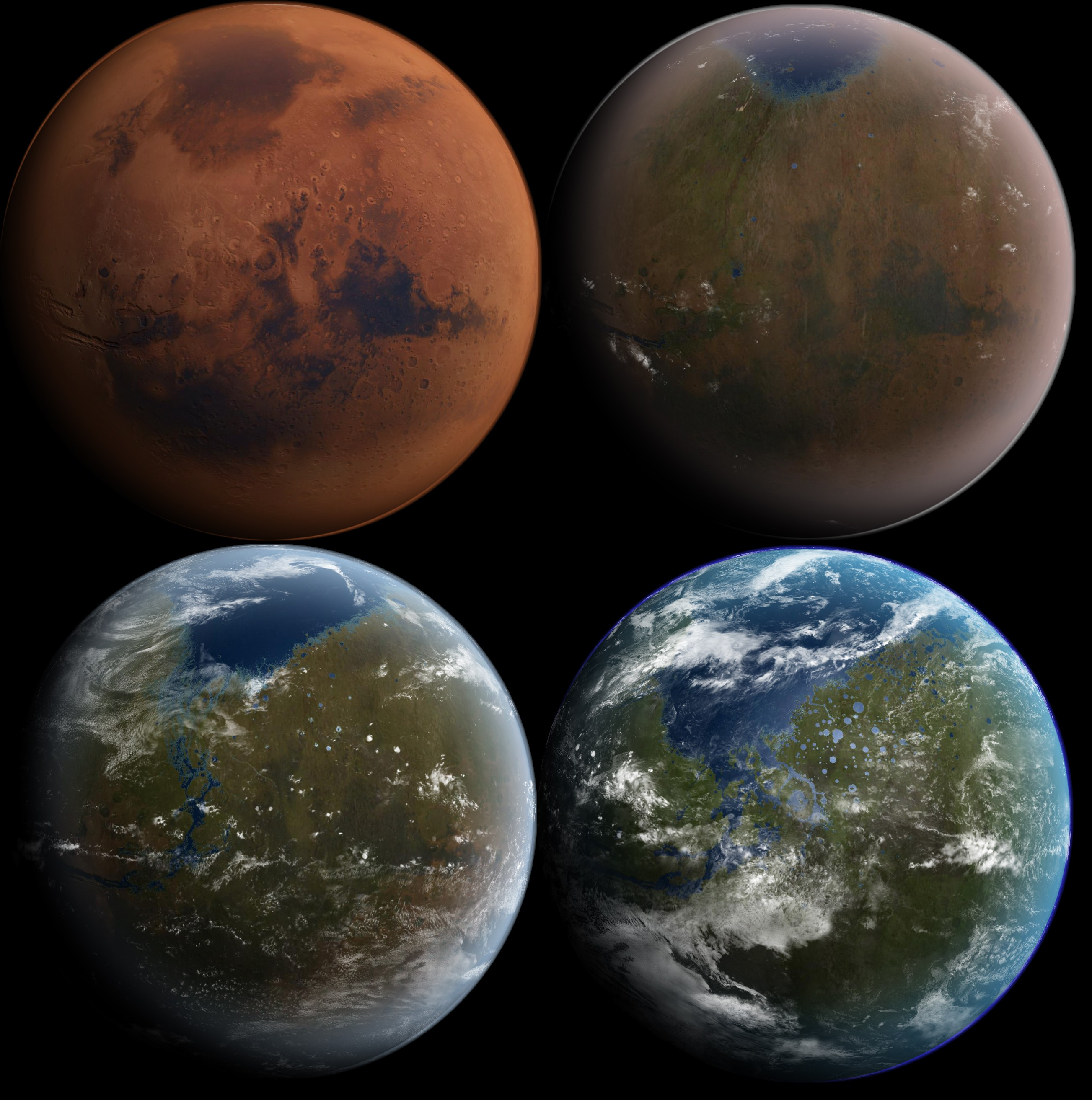
Uma concepção de um artista mostra Marte terraformado em quatro estágios de desenvolvimento.

Terraformação  é a denominação dada ao processo, até agora hipotético, de modificação da atmosfera, da temperatura, da topografia e ecologia de um corpo celeste sólido (como um planeta ou um satélite natural) até deixá-lo em condições adequadas para suportar um ecossistema com seres vivos da Terra.
O termo "terraformação" é comumente utilizado como sinônimo de engenharia planetária, embora alguns considerem um erro este termo mais genérico.[carece de fontes?] O conceito de terraformação desenvolveu-se tanto no âmbito da ficção científica quanto no da ciência de fato. O termo foi criado por Jack Williamson num conto de ficção científica ("Collision Orbit") publicado em 1942 na revista Astounding Science Fiction, mas o conceito pode ter surgido antes dessa obra.
Muito se especula sobre a terraformação desde os primórdios da exploração espacial. A maior parte do que se sabe sobre a modificação de planetas é baseado no que já observamos em nosso próprio mundo. Na Terra são cada vez mais evidentes os efeitos da poluição sobre o ecossistema, sinal de que é possível afetar o ambiente em uma escala global a fim de mudá-lo — embora esse processo possa ser muito lento.
Com base em experiências com a Terra, o ambiente de um planeta pode ser alterado deliberadamente; no entanto, a viabilidade de se criar um ambiente planetário irrestrito, que reproduza o ambiente terrestre em um outro planeta ainda está para ser verificado. Marte é geralmente considerado o mais provável candidato para terraformação. Muitos estudos têm sido feitos levando em consideração a possibilidade de se aquecer o planeta e alterar sua atmosfera, e a NASA tem promovido debates sobre o assunto. Diversos possíveis métodos de se alterar o clima de Marte podem estar dentro das capacidades tecnológicas da humanidade, mas atualmente os recursos econômicos demandados para executá-los, estão muito além daqueles que qualquer governo ou sociedade deseja alocar. As longas escalas de tempo e a praticabilidade da terraformação são as questões em debate. Outras perguntas sem respostas são as relacionadas com a ética, logística, economia, política e metodologia de se alterar o meio ambiente de um mundo extraterrestre.
A possibilidade de criar uma biosfera planetária que imite a Terra em um outro planeta ainda precisará ser muito estudada, já que não se conhecem os efeitos das mudanças atmosféricas e de temperatura na geologia, na geodinâmica e na morfologia de um planeta.

## História de um estudo acadêmico
O termo "terraformação" foi empregado pela primeira vez em 1949 num romance chamado Seetee Shock, de Jack Williamson. Ao longo do tempo o termo foi usado em diversos filmes e livros de ficção científica, mas foi só a partir da década de 1980 que o termo passou realmente a designar um ramo de estudo em engenharia planetária.
O astrônomo Carl Sagan propôs a engenharia planetária de Vênus em um artigo publicado na revista Science em 1961. Sagan imaginou semear a atmosfera de Vênus com alga, o que converteria água, nitrogênio e dióxido de carbono em compostos orgânicos. Como esse processo removeria o dióxido de carbono da atmosfera, o efeito estufa seria reduzido até que as temperaturas de superfície caíssem a níveis "confortáveis". De acordo com Sagan, o carbono resultante, seria incinerado pelas altas temperaturas da superfície de Vênus, e assim seria capturado na forma de "grafite ou alguma forma de carbono não-volátil" na superfície do planeta. Entretanto, as últimas descobertas sobre as condições de Vênus tornaram esta perspectiva impossível. Um problema apresentado é o fato das nuvens de Vênus serem compostas por uma solução altamente concentrada de ácido sulfúrico. Mesmo se a alga atmosférica pudesse se expandir no ambiente hostil da atmosfera superior de Vênus, o problema mais insuperável é a atmosfera ser demasiadamente densa —a alta pressão atmosférica resultaria em uma "atmosfera formada por moléculas de oxigênio quase puras", o que deixaria o planeta coberto com uma densa camada de um fino pó de grafite. Essa combinação volátil não poderia ser sustentado através do tempo. Qualquer tipo de carbono fixado em formas orgânicas seria liberado como dióxido de carbono novamente através da combustão, "curto-circuito" do processo de terraformação.
Sagan também visualizou como tornar Marte habitável para a vida humana em "Planetary Engineering on Mars" (1973), um artigo publicado na revista científica Icarus. Três anos depois, a NASA enviou o tema da engenharia planetária oficialmente para um estudo, porém utilizou o termo "ecosíntese planetária" ao invés disso. O estudo concluiu sendo possível Marte de sustentar vida e ser um planeta habitável. A primeira sessão da conferência de terraformação, que naquela ocasião era chamada de "Modelo Planetário", foi organizada no mesmo ano.

## Métodos teóricos de terraformação

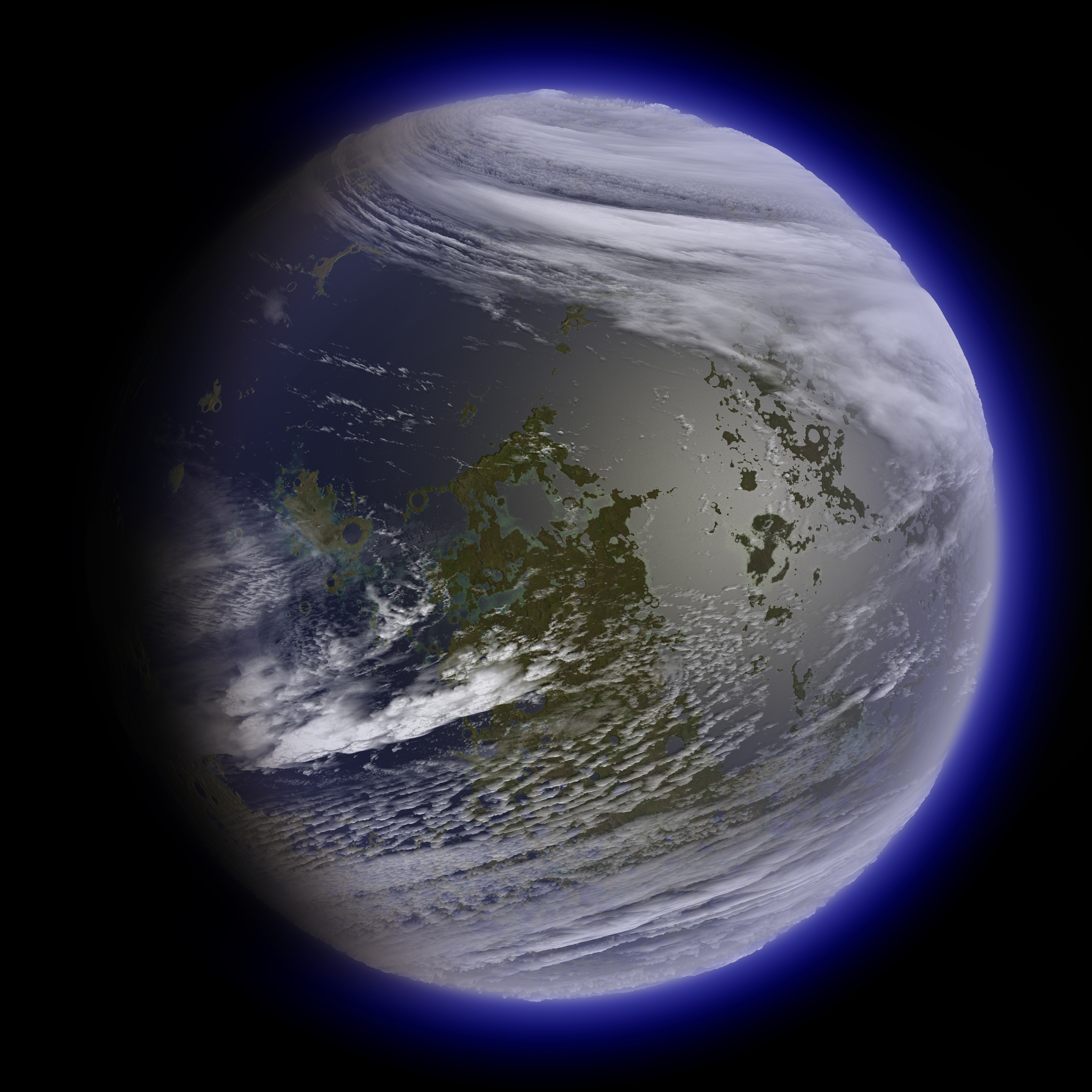
Concepção artística de como seria a Lua depois de terraformada.

A amônia é um gás que promove o efeito estufa e poderia ser usado para aquecer a atmosfera de planetas frios, entretanto não existe na Terra quantidade suficiente deste gás para aquecer um planeta do tamanho de Marte, por exemplo. Uma fonte provável de amônia são os asteróides da Nuvem de Oort, que se encontram no exterior do Sistema Solar. Se estes asteróides fossem arremessados contra Marte a amônia neles presente já estaria sendo emitida para a atmosfera do planeta a partir do momento em que os asteróides começassem a se desintegrar (ainda durante a queda), entretanto o impacto de uma rocha espacial contra a superfície de Marte pode causar muita destruição e atrapalhar o processo de terraformação. Para driblar este problema existem duas alternativas: frear a queda do asteróide ou arremessar asteróides menores e muito mais numerosos ao planeta.
Dependendo do nível de dióxido de carbono e de hidrogênio na atmosfera pode ser possível produzir calor, água e grafite através da reação de Bosch. Alternativamente a isto, reagir o hidrogênio com a atmosfera de dióxido de carbono através da reação de Sabatier renderia metano e água. O metano poderia ser exalado na atmosfera contribuindo para o efeito estufa.
Com água e calor o ambiente já estaria apropriado para a instalação de colônias seguras e economicamente viáveis. Entretanto, a terraformação não estará completa enquanto a atmosfera não contiver quantidades de nitrogênio, oxigênio, dióxido de carbono, vapor d'água e hidrogênio semelhantes a da Terra. Para que tal equilíbrio seja alcançado será necessário exalar estes gases diretamente na atmosfera do planeta, algo que só seria possível com a instalação de grandes complexos de processamento de gás ou com a criação de colônias de algas transgênicas capazes de exalar estes gases.

## Outras questões relacionadas

### Inviabilidade técnica
É evidente que nem todos os planetas poderão ser terraformados. Apenas planetas telúricos estáveis e razoavelmente próximos a uma estrela poderão ser submetidos a terraformação, enquanto planetas gasosos ou em processo de transformação geológica não poderão ser terraformados. O mesmo se aplica a planetas muito frios ou muito quentes. É importante ressaltar que em todos esses casos existe a possibilidade da instalação de colônias; contudo, o que realmente pode ser inviável é a terraformação.
Além de todos estes fatores referentes ao planeta ainda existem os chamados fatores externos, isto é, se o sistema planetário em que o planeta se encontra for instável ou apresentar algum risco ao planeta é óbvio que de nada vai adiantar terraformá-lo. Um exemplo disso é um sistema binário de estrelas, dependendo da situação os planetas que as circundam poderiam ser, literalmente, queimados a cada certo período de tempo dependendo claramente da órbita de uma das estrelas.

### Inviabilidade econômica

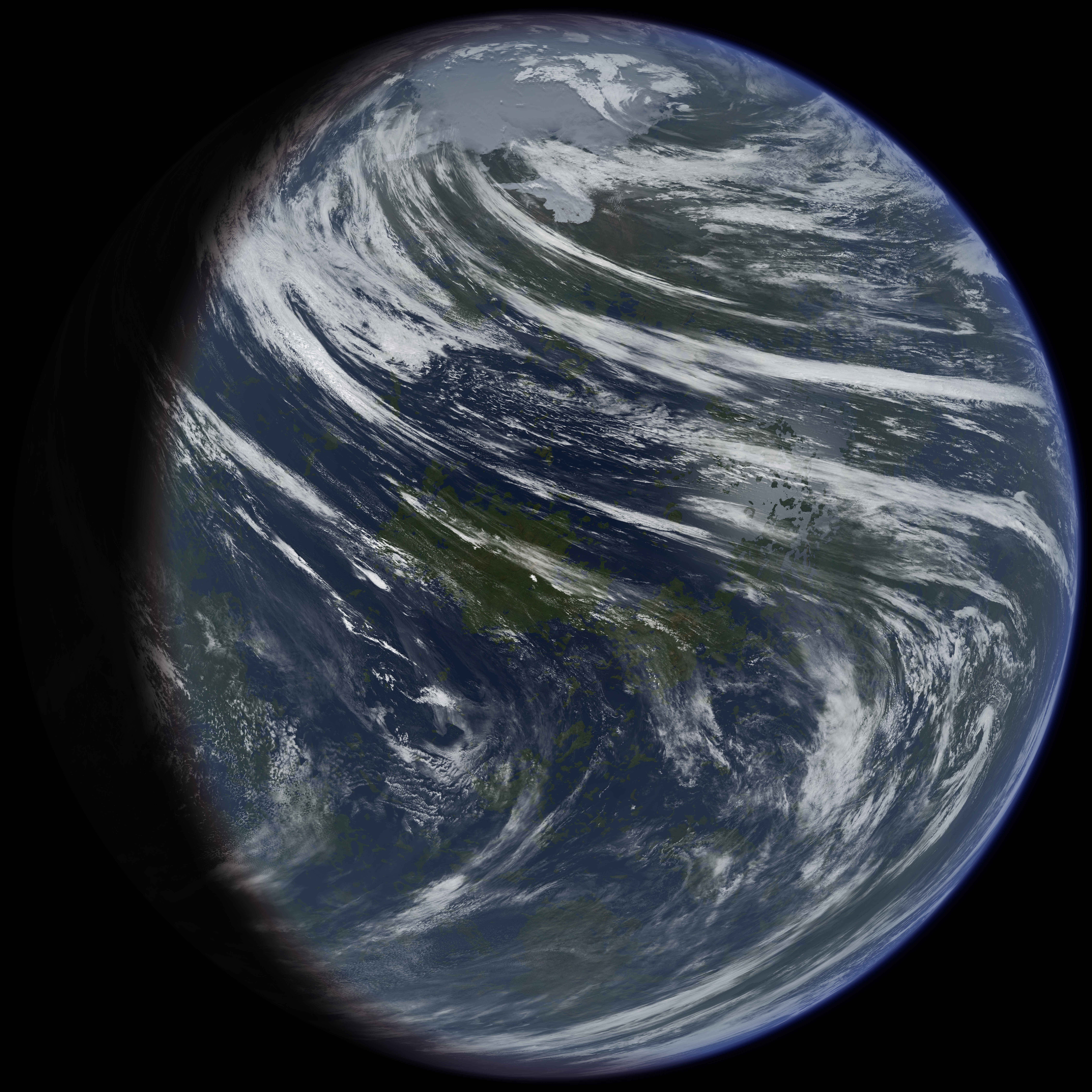
Concepção artística de como seria Vênus terraformado.

Terraformar um planeta não é apenas difícil do ponto de vista técnico-científico, é ainda mais difícil do ponto de vista econômico. A terraformação pode custar trilhões de dólares e ainda assim ser mal sucedida. O número elevado de empresas e países que, previsivelmente, envolver-se-iam em tal processo também é sinônimo de disputas e instabilidade econômica global.
De antemão, já seria difícil conseguir patrocínio, mesmo que governamental, para algo desta magnitude, visto que o retorno financeiro poderia demorar décadas ou até séculos para superar o investimento inicial - isso se, e somente se, a terraformação tenha sido bem sucedida.
Tendo em vista que a terraformação pode ser uma alternativa às condições de existência que o planeta Terra pode alcançar, ou seja, talvez em previsões ainda não claras, devido a diversos fatores, a Terra pode se tornar inabitável, sobrando astros terraformados como alternativa. Economicamente, isso pode ser visto como mais um empecilho primordial, já que mesmo que demande altos custos, reverter possíveis problemas ambientais e outros fatores que possam vir a impedir a habitação humana na Terra, será com certeza ainda mais barato do que terraformar astros distantes e sob riscos ainda incalculáveis.

### Questões éticas
Há um debate filosófico referente às questões éticas envolvidas num processo de terraformação. Podemos destacar, entre as pessoas que argumentam em pró da terraformação, Robert Zubrin e Martyn J. Fogg, eles acreditam que é obrigação moral da humanidade fazer de outros mundos um lugar apropriado para a vida, como uma continuação do histórico talento humano de transformar os ambientes que o rodeiam. Entretanto existem pensadores mais cautelosos que acreditam que a terraformação pode ser uma antiética interferência humana na natureza.
Outros ainda defendem que a terraformação não fere a ética desde que o planeta a ser terraformado não abrigue formas de vida própria, caso contrário estaríamos faltando com a ética, pois a terraformação afetaria negativamente as formas de vida lá existentes, podendo inclusive extingui-las (ressaltando que a presença de vida fora do planeta Terra é apenas teórica).

## Cultura popular
Como já mencionado, a terraformação é abordada em muitos filmes, livros, jogos de Video game e outras produções culturais, literárias e artísticas.
O conceito de alterar um planeta para torná-lo mais habitável surgiu em 1898 com o lançamento do livro The War of the Worlds, de H. G. Wells. No livro, os extraterrestres invadem o planeta, derrotam a civilização humana e iniciam um processo de terraformação.
Mais tarde, em 1930, o romance de ficção científica Last and First Men, de Olaf Stapledon, aborda Vênus modificado após uma guerra longa e destrutiva com os habitantes originais. O sucesso deste romance foi o estopim para enlaçar o tema com a literatura da época.